# Второе поколение советского типового индустриального домостроения

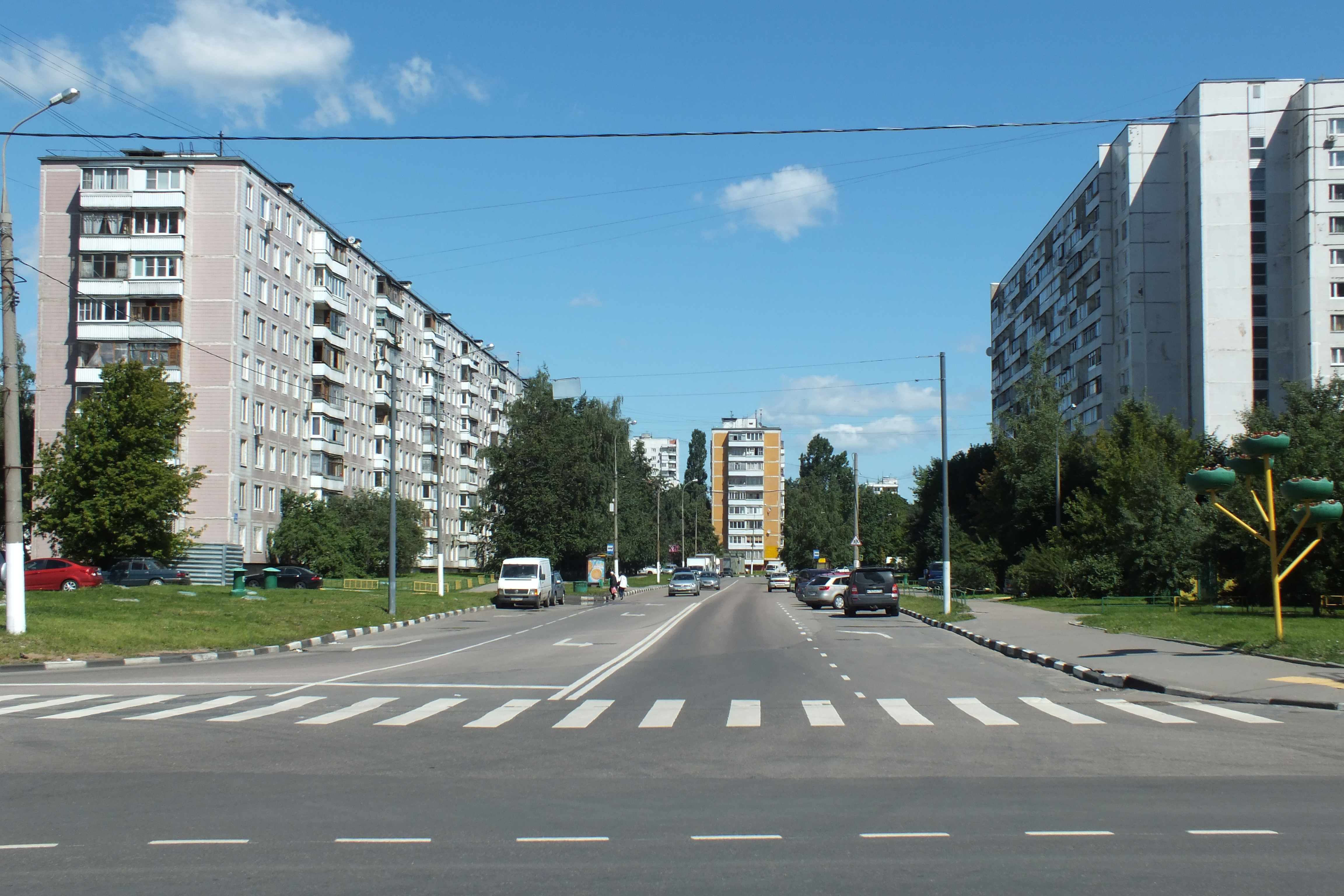
Дома II-49 в Москве

Второе поколение советского типового индустриального домостроения — многоквартирные жилые дома, серии которых были разработаны в СССР в 1963—1971 годах («улучшенные планировки», «улучшенные типовые проекты»).

## Переход от первого поколения ко второму

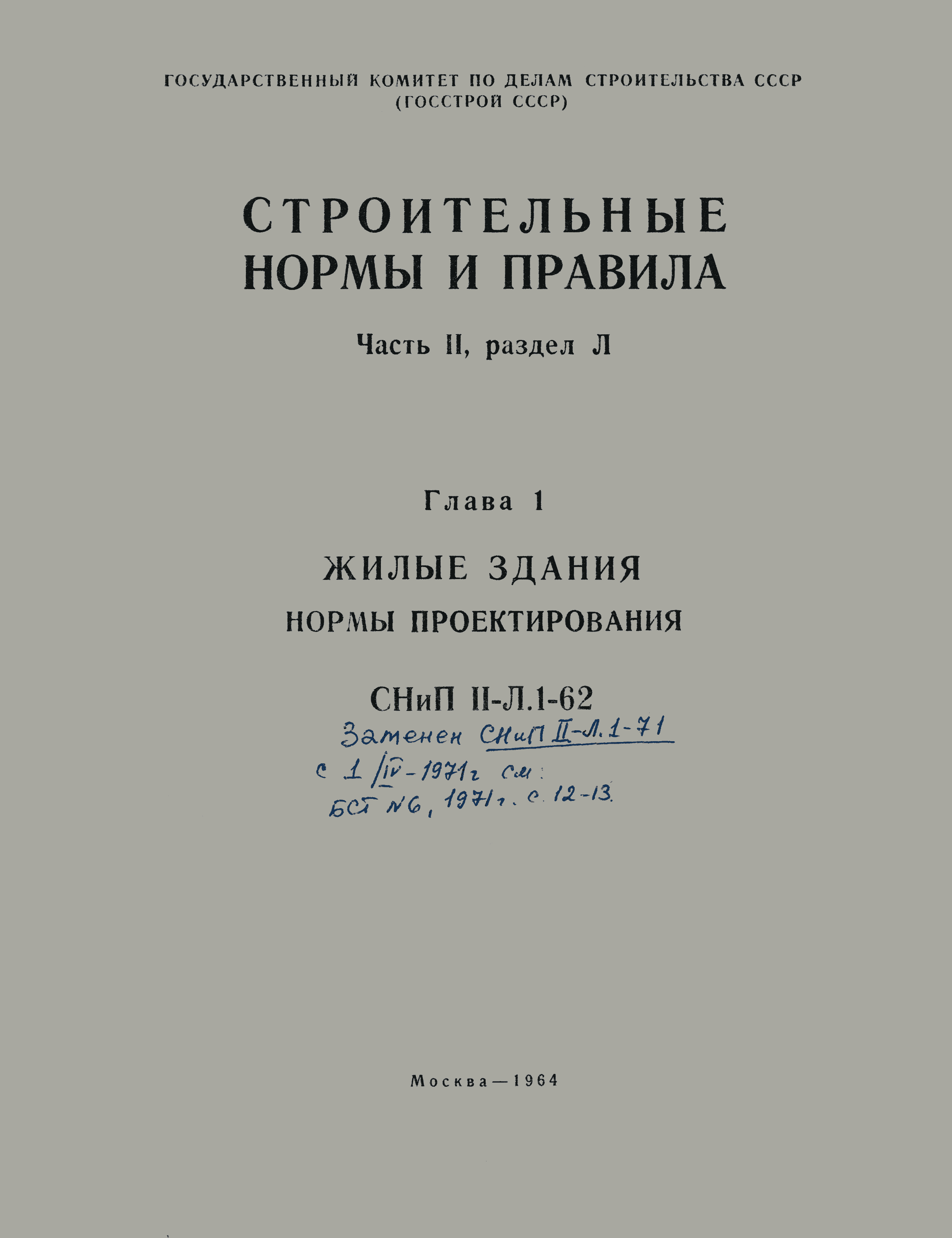
СНиП II-Л.1-62 «Жилые здания»

На первых этапах индустриализации строительства в СССР с середины 1950-х годов была создана мощная промышленная база (за несколько лет было построено 600 заводов ЖБИ) и опробованы различные технологии и способы строительства (наиболее перспективной оказалась крупнопанельная технология). Итогом стало то, что по темпам строительства после 1956 года Советский Союз вышел на первое место в мире. При этом дома первого поколения критиковались за однообразие и примитивность архитектуры, тесноту планировок квартир, многочисленные недостатки конструктивных решений.
В 1962 году на совещании в Моссовете Н. С. Хрущёв рассматривал планы застройки Москвы на ближайшие десятилетия. Были приняты решения приступить к разработке домов повышенной этажности, отказаться от совмещённых санузлов, оборудовать квартиры встроенной мебелью. В 1963 году вышло постановление Совета министров «Об улучшении проектного дела в области гражданского строительства, планировки и застройки городов», которое организовывало новую иерархию проектных институтов. Если раньше домостроительные комбинаты (ДСК), подчинявшиеся разным ведомствам, выпускали схожие, но невзаимозаменяемые серии, то с середины 1960-х годов был взят курс на унификацию серий. За жилищное строительство стал отвечать Госгражданстрой Госстроя СССР. Во главе проектной иерархии встал ЦНИИЭП жилища, разрабатывавший базовые серии и общие положения архитектуры. Пять зональных институтов в Ленинграде, Киеве, Тбилиси, Ташкенте и Новосибирске адаптировали серии к своим природно-климатическим особенностям. Внизу иерархии встали региональные институты. Корректировка действовавших серий началась в 1963—1964 годах в ЦНИИЭП жилища и других организациях. В результате количество серий для городов и пгт сократилось с 71 до 30, из них меньше десяти — крупнопанельные. При разработке новых проектов ДСК должны были сохранить старое формовочное оборудование, поэтому новые проекты встраивались в существующую структуру. Добавлялись многочисленные региональные модификации. В результате, несмотря на уменьшение числа серий, номенклатура их модификаций стала запутанной.
По  результатам лабораторных и натурных обследований и экспериментов была подготовлена и в 1964 году введена в действие новая редакция норм проектирования жилых зданий: СНиП II-Л.1-62 «Жилые здания», которые делали робкий шаг в сторону увеличения площади квартир и повышения комфорта.

## Основные новшества второго поколения
СНиП II-Л.1-62 «Жилые здания» привнесли следующие основные изменения:
- сокращалось количество проходных комнат путём выноса общей комнаты в дальнюю часть квартиры, куда вёл коридор из прихожей, что было особенно важно в условиях плотного заселения квартир;
- раздельный санузел стал обязательным для квартир с жилой площадью свыше 27 м², заселяемых тремя людьми и больше;
- кухня должна была быть доступной из передней и изолированой от комнат, этим был положен конец «веснинскому приёму» (алькову общей комнаты, через который осуществлялся проход к кухне);
- минимальная площадь общей комнаты увеличилась с 14 м² до 15 и 18 м² (в 2- и 3-комнатных квартирах и в 4- и 5-комнатных квартирах);
- минимальная площадь кухни увеличилась с 4,5 м² до 6 м²;
- увеличилась ширина передней.

Компенсировать затраты на более комфортные квартиры удалось за счёт более экономичных градостроительных решений и повышения индустриальности строительной отрасли.

## Массовое строительство
После 1963 года начали появляться серии, которые были не только комфортнее, но и давали возможность более гибкой и разнообразной застройки микрорайонов. Первоначально предполагалось, что средний срок действия первых массовых серий составит пять лет. Однако переход на серии второго поколения значительно затянулся, так как это требовало переоборудования ДСК. В 1969 году вышло постановление ЦК КПСС и СМ СССР «О мерах по улучшению качества жилищно-гражданского строительства», после которого строительство первых массовых серий стали сворачивать. В Москве эти дома возводились до 1972 года, в регионах — и в конце 1970-х годов.

## Конструктивные и архитектурные решения
Серии второго поколения представляли собой обычно несколько модернизированные старые серии, поэтому ничего принципиально нового в конструктивном отношении они не привнесли. Отказались от явно провальных решений: виброкирпичных панелей, кирпично-блочной технологии. В кирпичном и крупноблочном строительстве лучше всего зарекомендовала себя схема с тремя продольными несущими стенами. В крупнопанельных зданиях преобладала схема с частым шагом поперечных несущих стен. Был выпущен ГОСТ 11309-65, который подавался как первый в мире стандарт подобного типа. Согласно ему, проекты с 1967 года должны были соответствовать новым требованиям к долговечности конструкций. Продолжались эксперименты в каркасно-панельном и объёмно-блочном строительстве. Велись разработки, направленные на повышение индустриальности различных конструкций, особенно крыш и полов.
Архитектурное решение фасадов первых массовых серий отличалось крайней примитивностью, а застройка — безликой монотонностью. Внешний облик ухудшало низкое качество строительства. В начале 1960-х годов Госстрой начал выпускать руководства по внешней отделке домов. К концу 1960-х годов архитектура стала заметно разнообразнее. Развитие методики типового проектирования позволило применять разные варианты композиции фасадов и объёмно-пространственного решения, разную отделку панелей, не нарушая при этом технологичность заводского домостроения. Наметились сдвиги в сторону бо́льшей пластичности фасадных элементов: лоджий, балконов, эркеров, панелей различной разрезки и фактур. Применение удлинённых панелей на два конструктивных шага и группирование лоджий и балконов укрупнили масштабность домов.
В застройку были включены дома бо́льшей протяжённости, различной этажности и конфигурации в плане.